# Les Anges du faubourg
Pour plus de détails, voir Fiche technique et Distribution.
Les Anges du faubourg (Gli angeli del quartiere) est un film dramatique italien réalisé par Carlo Borghesio et sorti en 1952. 

## Synopsis
L'Italie au début des années 1950. Dans la cave délabrée d'un vieil immeuble locatif vivent cinq enfants dont les parents sont morts pendant la Seconde Guerre mondiale. Une nuit, Virgola, le plus jeune d'entre eux, découvre dans une pièce voisine plusieurs caisses toutes remplies de billets de 1000 lires. Les garçons, devenus ainsi d'un seul coup infiniment riches, décident ensemble de ne révéler leur secret à aucun adulte, mais ils doivent bientôt se rendre à l'évidence : ils ne peuvent pas se passer d'un adulte qui gère l'argent et fait les courses pour eux. C'est ainsi qu'ils accueillent Mario, un voleur à la tire, parmi eux. Bien qu'à l'origine, Mario ne visait que l'argent des garçons et voulait les voler, l'affection et la confiance sincères des enfants le transforment en une meilleure personne. Il fait désormais tout son possible pour se détacher de ses acolytes louches et criminels afin de commencer une nouvelle vie. Ensuite, lui et les enfants deviennent des bienfaiteurs secrets. Ils aident et offrent des cadeaux aux pauvres, aux personnes âgées et surtout aux enfants de la ville. Finalement, ils confient tout l'argent aux religieuses d'un hôpital. Après avoir réussi à se détacher de son passé, Mario se marie avec une connaissance des enfants. Tout le monde est désormais heureux et satisfait.

## Fiche technique
- Titre français : Les Anges du faubourg ou Les Anges des faubourgs[1]
- Titre italien original : Gli angeli del quartiere[2],[3],[4]
- Réalisateur : Carlo Borghesio
- Scénario : Luigi Bonelli (it), Mario Amendola, Carlo Borghesio, Sandro Continenza, Ennio De Concini, Leonardo Benvenuti
- Directeur de la photographie : Vincenzo Seratrice
- Montage : Rolando Benedetti
- Musique : Nino Rota
- Décors : Luigi Ricci
- Société de production : Epoca Film, Drago Film
- Pays de production :  Italie
- Langues originales : italien
- Format : Noir et blanc - 1,37:1 - Son mono - 35 mm
- Durée : 78 minutes
- Genre : Drame de l'enfance
- Dates de sortie :
  - Italie : 16 octobre 1952
  - France : 17 septembre 1954

## Distribution
- Enzo Cerusico : Le Chef
- Giancarlo Nicotra : Virgola
- Giampiero Sciommari : Sonno
- Nicola Gallo : Ta-Tà
- Ciccio Jacono : Carnera
- Jacques Sernas : Mario
- Rossana Podesta : Lisa
- Marisa Merlini : Gianna
- Beniamino Maggio :
- Nico Pepe : Giuseppe
- Virgilio Riento : Cecco